# 何煃
何煃（？—？），字文明，號朗峯，直隸寧國府南陵縣人，軍籍，明朝政治人物。

## 生平
嘉靖二十二年（1543年）癸卯科應天府鄉試第一百二十一名舉人。嘉靖三十二年（1553年）中式癸丑科會試第二百三十五名，三甲第二百一十六名進士。吏部观政，授行人，三十六年八月选授兵科给事中，三十九年六月升户科右，九月弹劾抚治郧阳都御史谷峤升任時乃由应城出境，迁移五千馀里抵其家，又迁延月馀开始出行，违慢不敬，失人臣礼，谷峤遂被逮下锦衣卫杖鞫之，寻黜为民。四十年闰五月升礼科左，四十一年三月升户科都，四十二年九月劾罢云南巡抚都御史敖宗庆、应天府府尹唐宽。

## 家族
曾祖何銳；祖父何旺；父何梧，母孫氏。弟何美、何炜、何爌（生员）、何煌、何炳。